# Мухаккак

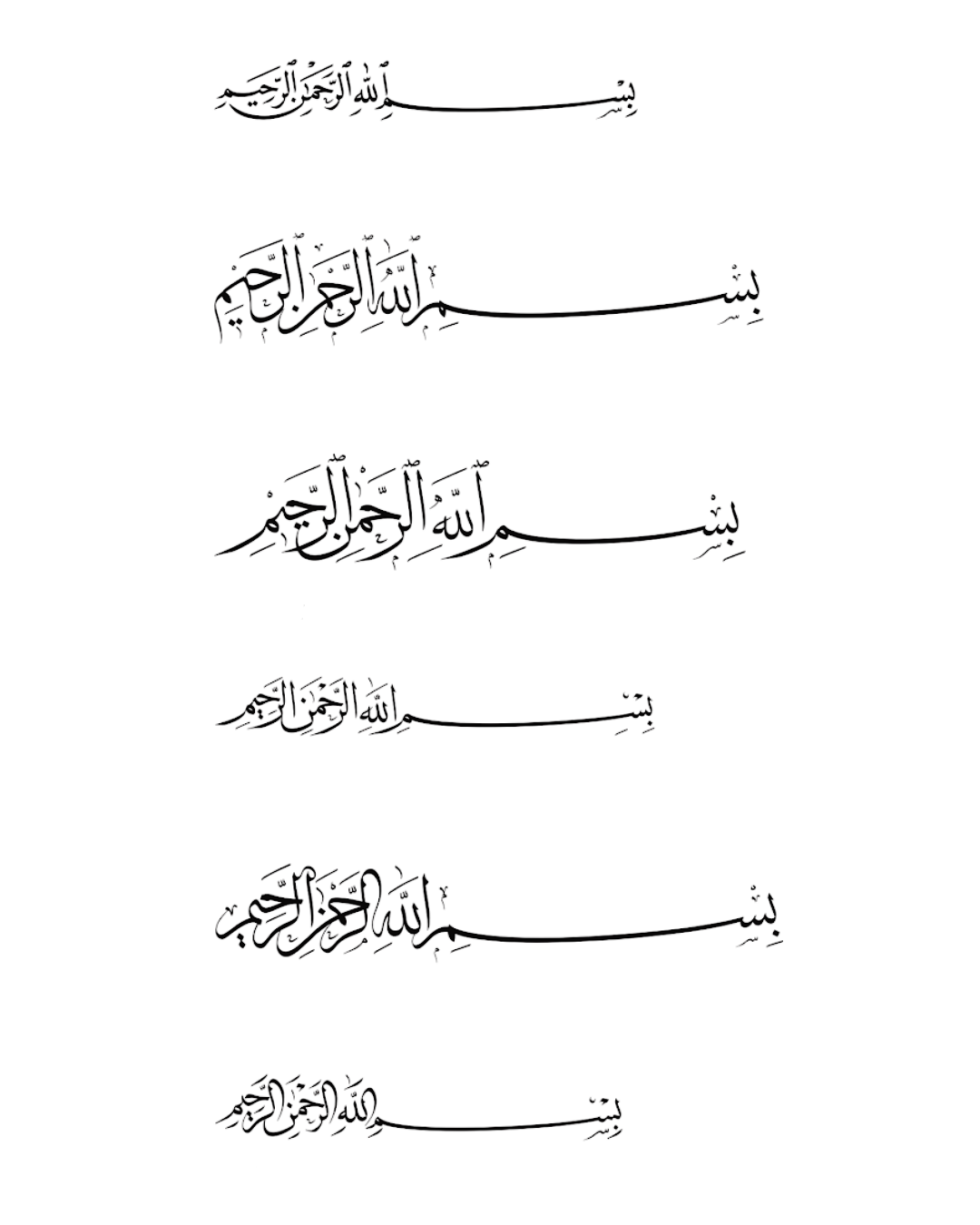
Шесть традиционных арабских почерков (сверху вниз): насх, сулюс, мухаккак, райхан, тауки и рика.

Муха́ккак (араб. محقّق‎ — «правильный») — один из шести традиционных арабских почерков (аль-аклам ас-ситта).
Мухаккак является одним из почерков, основанных на принципе пропорционального письма (аль-хатт аль-мансуб), разработанном аббасидским визирем и каллиграфом персидского происхождения Ибн Муклой (886—940). Ибн Мукла основал свою пропорциональную систему вокруг двух основных форм — круга, диаметр которого равен высоте буквы алиф (ا‎), и ромбовидной точки (нукты), которая создаётся одним мазком кончика тростникового пера. В различных почерках высота алифа равна разному количеству точек-нукт. В почерке мухаккак алиф равен девяти (или восьми) точкам. У почерка мухаккак ¼ округлых линий и ¾ прямых линий (то есть он прямолинеен), из-за чего он похож на почерки куфи и ма’кили. У почерка райхан, который является уменьшенным вариантом мухаккака, те же пропорции.